# Aurorasaurus
Aurorasaurus és un proveïment participatiu de ciència ciutadana que fa un seguiment de les aurores mitjançant observacions col·lectives des d'una aplicació mòbil i xarxes socials (com 𝕏 i Facebook).

## Creació i desenvolupament
Aurorasaurus va ser creat per Liz MacDonald, física espacial del Goddard Space Flight Center de la NASA a Greenbelt, Maryland (USA) després que notès una gran quantitat de piulades sobre aurores durant una tempesta solar del 2011, que va produir aurores vermelles visibles des d'Alabama. Junt amb el científic Nathan Case de Goddard, MacDonald va crear un mapa en temps real que mostrava la ubicació de les piulades que parlaven d'aurores i amb dades de geolocalització.
Aurorasaurus ha comptat amb el suport de la NASA i la National Science Foundation.
S'ha desenvolupat gràcies a una col·laboració entre la NASA, un Consorci sense ànim de lucre de Nou Mèxic, la Universitat Estatal de Pennsilvània i l'empresa Science Education Solutions.

## Funcionament
Aurorasaurus conté mapes en temps real que mostren la ubicació de les piulades que parlen d'aurores i tenen dades de geolocalització. A continuació, els usuaris verifiquen si les piulades indiquen un albirament. Aurorasaurus també dibuixa una «línia de visualització» al mapa que mostra als usuaris l'àrea prevista en la qual poden veure l'aurora segons el model de previsió d'aurores OVATION Prime de l'Administració Nacional dels Oceans i de l'Atmosfera (NOAA). Quan prou usuaris informen d'un albirament en una àrea o al voltant de la línia de visualització, s'envia una notificació a altres usuaris de l'àrea local.
Centenars d'observacions de ciència ciutadana recollides per l'equip d'Aurorasaurus de març a abril de 2015 van mostrar que més persones van declarar haver vist aurores més a prop de l'equador que les modelades per OVATION Prime. El 2016, els científics de la informació de la Universitat Estatal de Pennsilvània van explorar com es podria utilitzar Aurorasaurus com a sistema d'alerta primerenca per als agents d'emergència.